# Evangelische Schlosskirche (Ziegenhain)

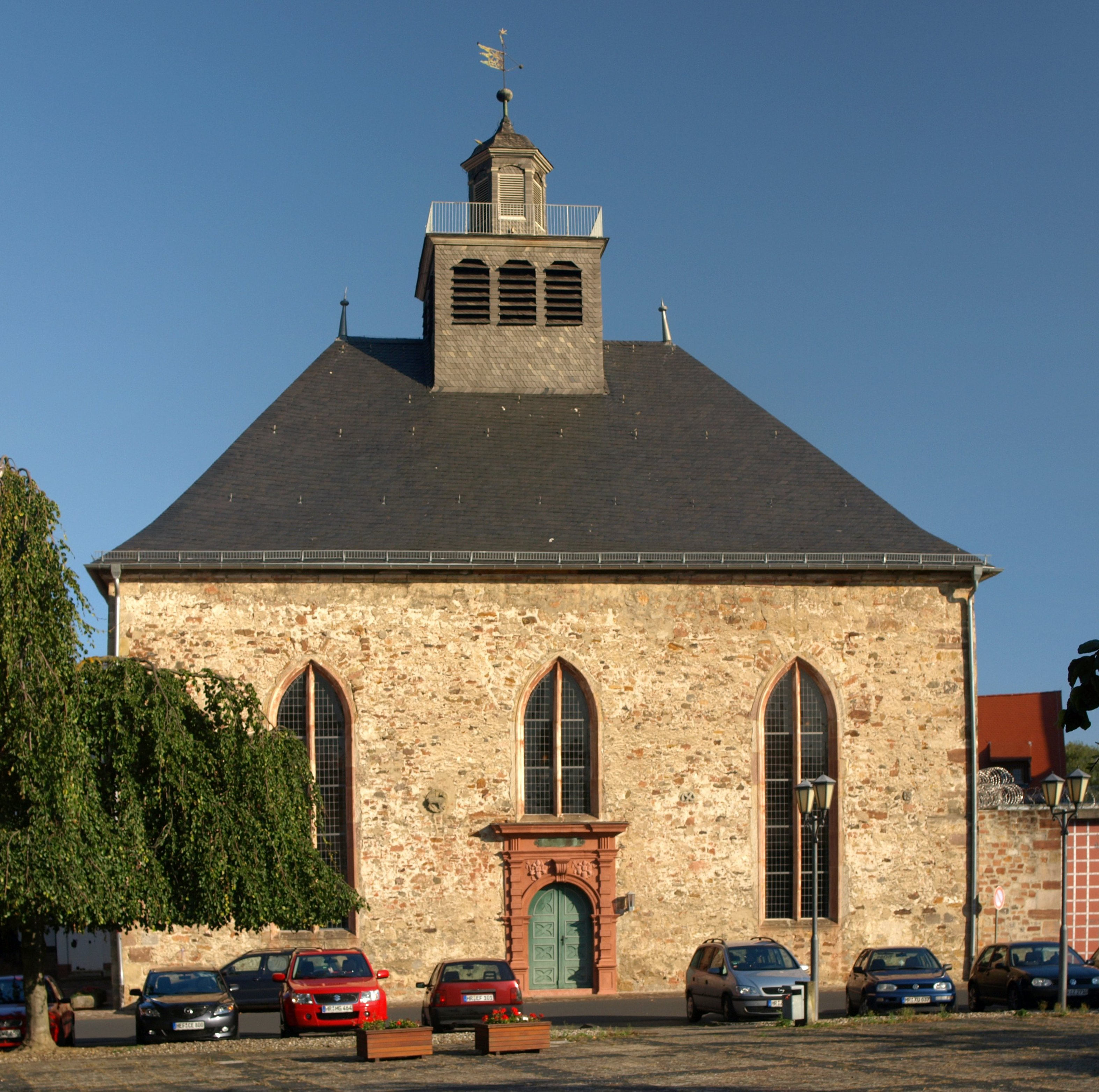
Schlosskirche in Ziegenhain

Die Evangelische Schlosskirche ist ein Kirchengebäude in Ziegenhain, einem Stadtteil der Stadt Schwalmstadt im hessischen Schwalm-Eder-Kreis.

## Geschichte
Die barocke Schlosskirche innerhalb der Festung Ziegenhain wurde 1665 bis 1667 als reformierte Predigtkirche erbaut, am 30. August des Jahres wurde die Saalkirche in Anwesenheit des Landgrafen Wilhelm VII. eröffnet. Das Bauwerk wurde im Siebenjährigen Krieg 1761 durch Bombardierung beschädigt. Johann Andreas Heinemann installierte 1769/71 die Orgel, die im 19. und 20. Jahrhundert aus- und umgebaut wurde. 1927 erfolgte der Neubau des Dachreiters und eine Renovierung, 1962 eine Neugestaltung des Innenraums.

## Gemeinde
Der Ort hat für die evangelischen Kirchen besondere Bedeutung, da hier 1534 die Konfirmation eingeführt wurde. Im Auftrag des Landgrafen Philipp von Hessen verfasste der Reformator Martin Bucer die Ziegenhainer Kirchenzuchtordnung, nach der getaufte Kinder in höherem Alter nach gründlicher Unterweisung im Katechismus ihr Glaubensbekenntnis bekräftigen und damit zum Abendmahl zugelassen werden sollten.
Die Schlosskirche gehört zu der Kirchengemeinde Ziegenhain im Kirchenkreis Schwalm-Eder, der zum Sprengel Marburg innerhalb der Evangelischen Kirche von Kurhessen-Waldeck gehört.